# Hybrizon rileyi
Hybrizon rileyi là một loài tò vò trong họ Ichneumonidae.